# Абурі-крикун синьогорлий
Абурі-крикун синьогорлий (Pipile pipile) — вид куроподібних птахів родини краксових (Cracidae).

## Поширення
Ендемік Тринідаду і Тобаго. Історично був поширеним майже по всьому острову Тринідад. Ареал виду скорочувався через полювання та втрату середовища проживання. Єдина популяція, що залишилася, знаходиться у східній частині пагорбів Північного хребта, де вона має площу лише 150 км². Чисельність популяції зросла з кінця 2000-х років, коли її оцінили від 80-230 птахів (Hayes et al . 2009a) до приблизно 250—500 птахів (Gebauer 2018, M. Kenefick per D. Wege in litt . 2018). Живе в густих горбистих тропічних лісах поблизу водних шляхів.

## Опис
Великий птах, завдовжки до 60 см. Цей птах має чорно-буре оперення на більшій частині тіла, за винятком голови та кінчиків крил, які мають білий колір. Ділянка навколо очей гола і синього кольору. Ноги червоні.

## Спосіб життя
Харчується плодами та насінням, віддає перевагу плодам дерева Virola surinamensis. Про розмноження цього птаха відомо дуже мало. Шлюбний період триває цілий рік. Гнізда розміщені на кронах дуже товстих дерев, приховані серед рослинності. Кладка містить 2 яйця.